# Kurpark Burtscheid

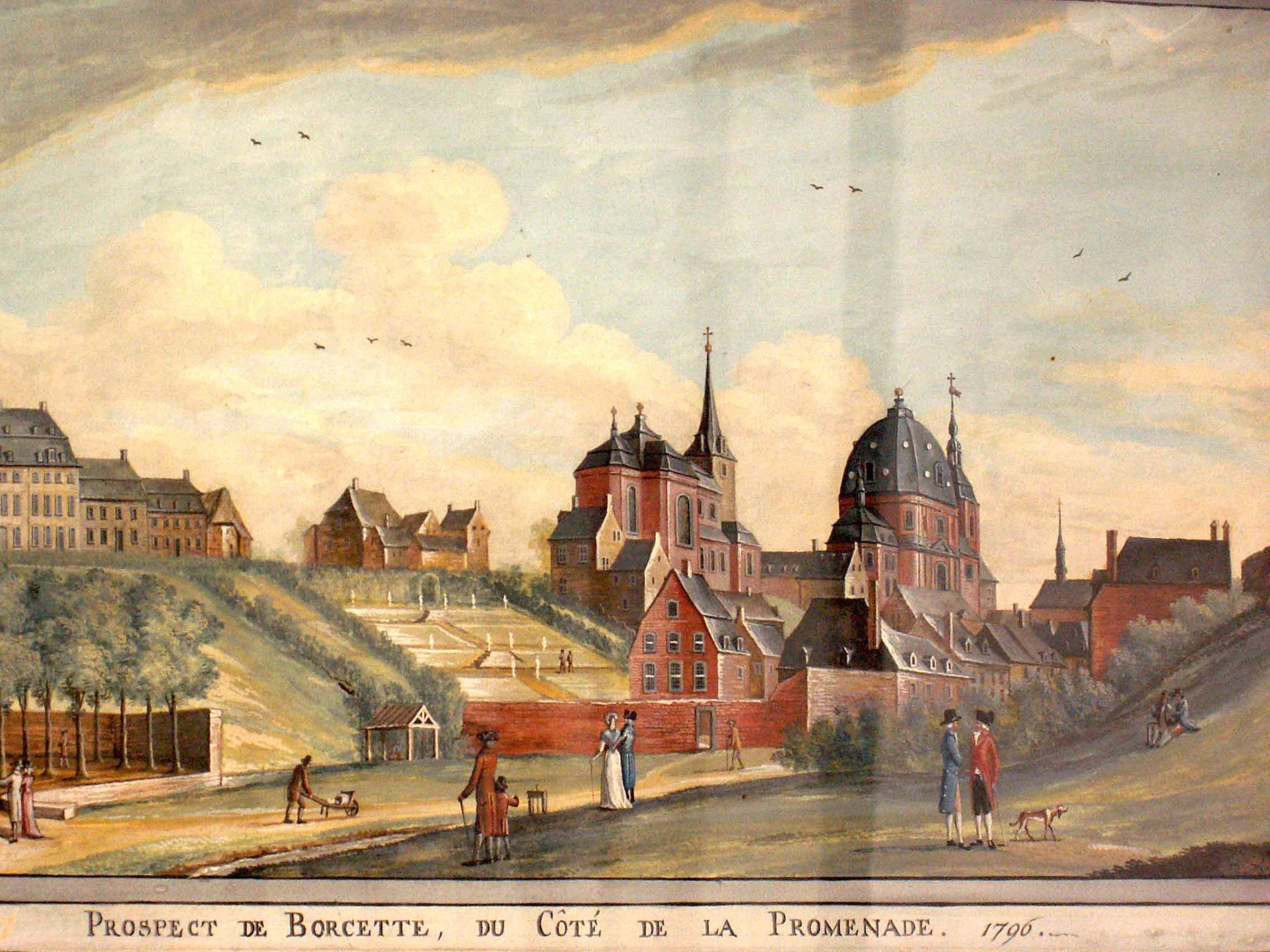
Burtscheider Promenade, 1796, Gouache von Johann Ferdinand Jansen

Der Kurpark Burtscheid ist eine Ende des 18. Jahrhunderts angelegte Grünanlage im Aachener Stadtteil Burtscheid. Der Burtscheider Kurpark ist die älteste Parkanlage in Aachen und wurde im Verlauf der Zeit mehrfach in seiner Größe und Nutzung verändert. Innerhalb des Kurparks entsprangen bis zur Mitte des 20. Jahrhunderts noch über 15 artesisch ausfließende Thermalquellen. Auf dem Parkgelände befinden sich mehrere denkmalgeschützte Bauwerke, wie der translozierte Nuellens-Pavillon, das Fürstenbad und das ehemalige Neubad.

## Lage und Thermalquellen
Die Parkanlage befindet sich im Burtscheider Tal, das heute den Verlauf der Burtscheider Überschiebung nachzeichnet. An diese geologische Tiefenstörung gebunden, treten zahlreiche artesisch ausfließende, 55–76° heiße Thermalquellen zu Tage. Heute ist durch das Abpumpen des Quellwassers in der Rosenquelle der Quellwasserspiegel der kleineren Quellen so weit unterschritten, dass diese größtenteils versiegt bzw. überbaut sind. Im Taltiefsten fließt heute kanalisiert der Warme Bach, die Wurm. Der Wurmkanal zeichnet den natürlichen Bachverlauf nach und nimmt die Abwässer der Thermalquellen auf. Um die Wasserversorgung der bachabwärts gelegenen Ansiedlung mit Frischwasser zu gewährleisten, wurde bereits zu römischer Zeit ein Teil des Baches oberhalb der Thermalquellenaustritte künstlich verlegt. Dieser heute ebenfalls kanalisierte Kalte Bach verläuft im Bereich der Dammstraße und des heutigen Kurparks unmittelbar nordwestlich des Warmen Baches. Bis ins 19. Jahrhundert trennte nur ein schmaler Erddamm die damals offen fließenden Gewässer. Die beiden Gewässerläufe und die Thermalquellen wurden zum entscheidenden Gestaltungselement des Kurparks.

## Geschichte

### 19. Jahrhundert bis Mitte des 20. Jahrhunderts

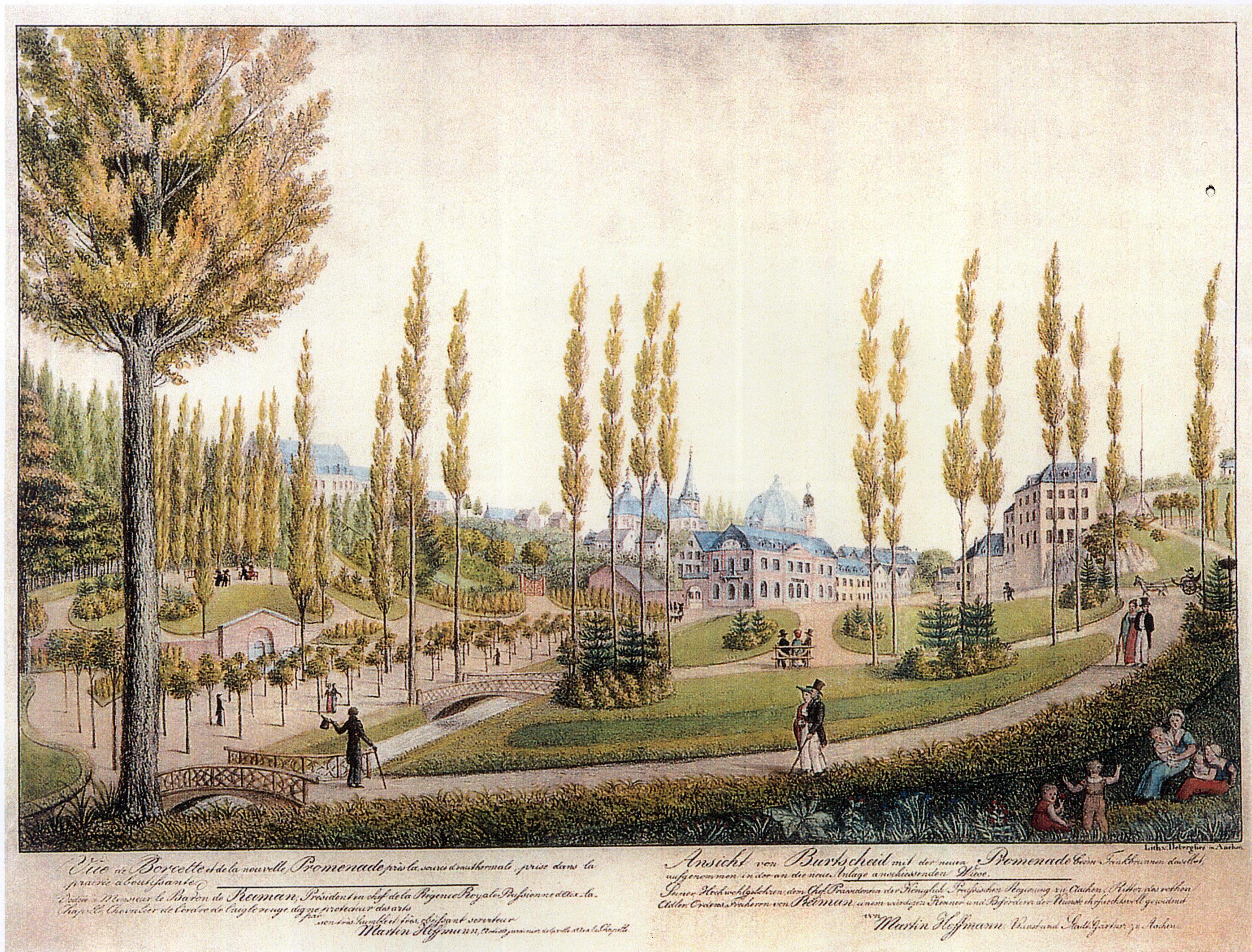
Burtscheider Kurpromenade 1822

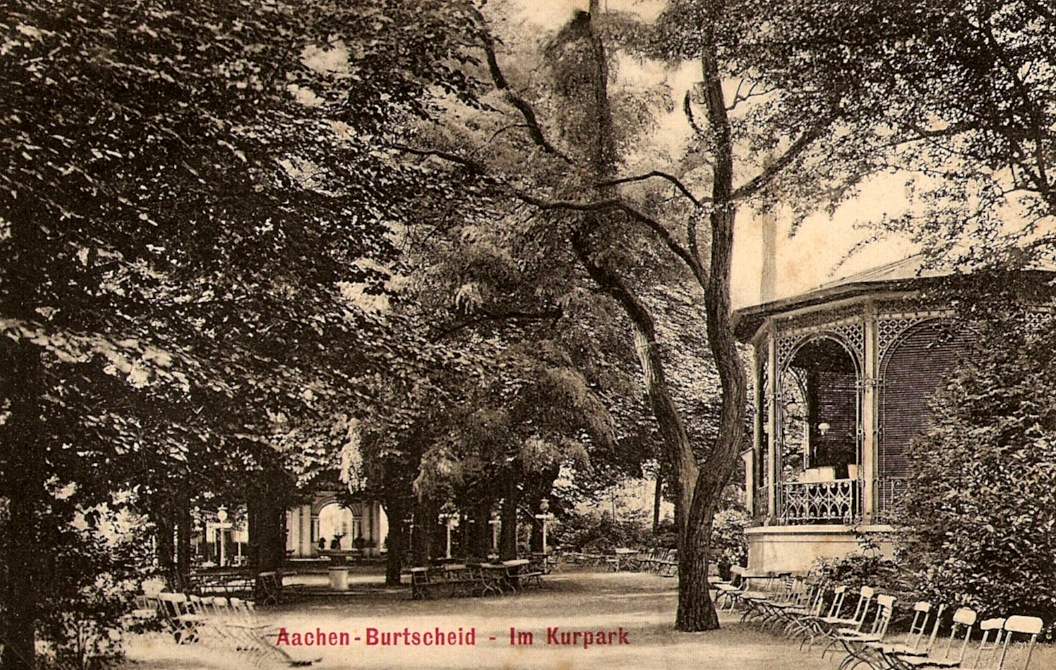
Burtscheider Kurpark um 1908

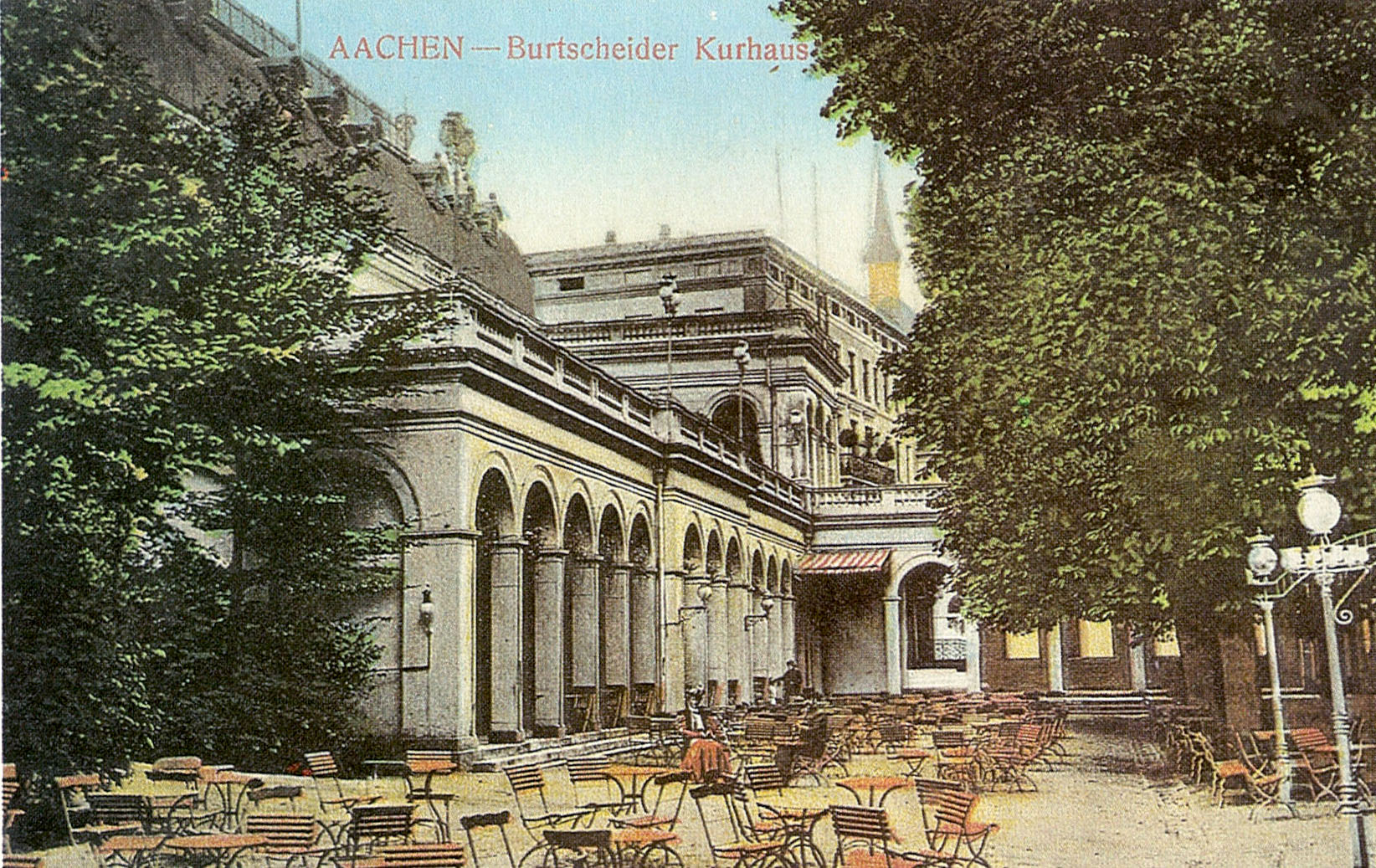
Burtscheider Kurhaus um 1911

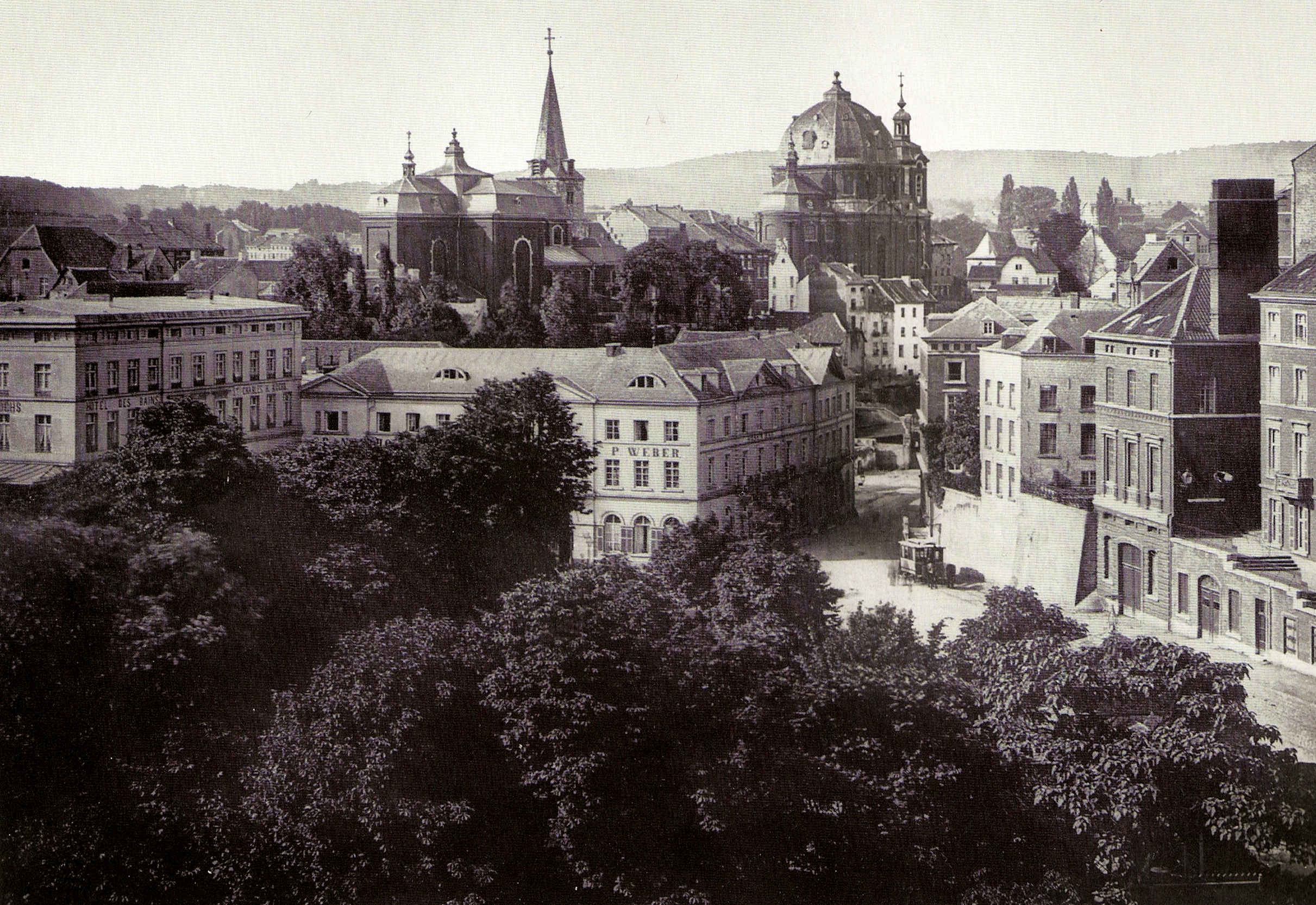
Ansicht von Burtscheid mit dem Kurpark im Vordergrund

Bis zum ausgehenden 18. Jahrhundert war das Gebiet des heutigen Kurparks eine Wiesenlandschaft außerhalb der Wohnbebauung Burtscheids im sogenannten Unteren Feld. Bereits seit spätestens dem Mittelalter sind im Bereich des heutigen Kurparks zahlreiche diffuse Quellwasseraustritte bekannt, deren warme Wässer sich in kleinen Quelltümpeln und provisorischen Becken sammelten. Diese Quelltümpel wurden nach Blondel von den Armen und vom Vieh gemeinsam als öffentliche Bade- und Wasserstellen genutzt. Eine sehr ergiebige Thermalquelle am Hangfuß des Michaelsberges wurde 1609 entdeckt. Um die Quelle fassen zu können, wurde der ca. 3 m mächtige Auenlehm abgetragen und die Quelle im Bereich des Quellkalksteins gefasst. Diese Quelle bildete den Mittelpunkt der im ausgehenden 18. Jahrhundert angelegten Kurpromenade.
Während der Franzosenzeit wurden 1807 Pläne ausgearbeitet, die Kurpromenade zu erweitern und eine Parkanlage im englischen Stil anzulegen.
Die damals noch größtenteils offen fließenden Bäche wurden in die Gestaltung einbezogen und durch schmale Stege überbrückt. Bereits ab 1820 begann man, den Warmen Bach abschnittsweise zu überwölben und die Einleitung von farbigen Abwässern aus den Textilbetrieben zu regulieren. Um die Promenade im Bereich der Trinkquelle vergrößern zu können, kaufte die Gemeinde Burtscheid am 5. März 1822 von den Gebrüdern Michels & Homberg eine 98 Quadratruten (ca. 1390 m²) große Wiesenparzelle am Kalten Bach für 300 Thaler. In den Jahren 1821 bis 1823 erfolgten kleinere Umbauarbeiten an der Quellfassung und eine Neugestaltung der Grünanlagen durch den Aachener Stadtgärtner Martin Hoffmann.
Mitte des 19. Jahrhunderts verstärkten sich die Bestrebungen, das Badeleben durch attraktive Kuranlagen zu beleben. Friedrich Joseph Ark legte 1853 der Gemeindevertretung einen Plan zur Errichtung eines neuen Trinkbrunnens vor, der in einer Wandelhalle mit Arkadenbögen integriert werden sollte. Die Grundsteinlegung für die Wandelhalle erfolgte am 10. Januar 1854. Bei den Bauarbeiten wurde etwa 6 m von der ursprünglichen Quelle entfernt ein neuer, ergiebiger Quellvorbruch erschlossen und wissenschaftlich untersucht.
Im Jahr 1855 wurde der neue Kurbrunnen mit der Wandelhalle fertiggestellt und öffentlich eingeweiht. Bereits im Juli des gleichen Jahres trat die Gemeindevertretung Burtscheid in Verhandlung zum Ankauf eines weiteren Grundstücks zur Erweiterung der Kuranlagen. Am 17. Juli 1856 wurde von der Aachener Baugesellschaft eine 1270 Quadratruten (ca. 18.000 m²) große Fläche zwischen dem Burtscheider Viadukt, dem Kurbrunnen und der Bergischen Gasse für 5272 Reichsthaler angekauft. Am 4. September 1856 erhielt der Stadtgärtner Jancke aus Aachen den Auftrag zur Umgestaltung des Kurparks. Im Zuge der Umbaumaßnahmen wurde 1857 auch ein großes Stück des Kalten sowie Warmen Baches im Bereich des Kurparks überwölbt (Baukosten: 171 Reichsthaler). Im Juni 1858 konnte die Umgestaltung des Parks abgeschlossen werden. Der neue Trinkbrunnen sollte zu Ehren der Kronprinzessin Victoria auf Beschluss der Stadtverordnetenversammlung vom 8. August 1858 in Victoria-Brunnen umbenannt werden. Die Bestätigung durch das Königshaus erfolgte am 22. Februar 1859.
Der Kurpark entwickelte sich in den folgenden Jahren zum kulturellen Zentrum von Burtscheid. In einem kleinen Musikpavillon führte man mehrmals täglich Kurmusik auf; diese Konzerte konnten seit 1864 nur noch gegen Eintrittsgeld zugunsten des Vereins zur Belebung der Badesaison besucht werden.
Im Jahr 1865 wurde ein weiteres Teilstück des Kalten Baches überwölbt. Durch die Trassierung der Parkstraße als Verbindung zwischen der Kurbrunnenstraße und der Bergischen Gasse im Jahr 1876 erfolgte eine Teilung des Parks. In den Folgejahren wurde das Grundstück zwischen Viadukt und Parkstraße sukzessiv bebaut. Aufgrund der hohen Entnahmen an Thermalwasser in den unmittelbar am Kurpark gelegenen Hotels Rosenbad und Carlsbad ging die Schüttung der Victoriaquelle in den 1870er Jahren zurück, so dass ab 1876 Thermalwasser aus der Wollbrühquelle am Burtscheider Markt dem Trinkbrunnen zugemischt werden musste.
Im Jahr 1885 erteilte die Stadtverordnetenversammlung die Konzession zur Aufstellung einer Trinkhalle am Eingang des Kurparks. Im Jahr 1887 wurde der Bau eines Kurhauses beschlossen, der die Ark’sche Wandelhalle integrieren sollte. Das Kurhaus mit einem 300 m² großen Ballsaal, Restaurants, einer Bierhalle und Lese- sowie Billardzimmern wurde nach zweijähriger Bauzeit nach Plänen von Eduard Linse am 19. Mai 1889 eingeweiht. Im Zuge der Errichtung des Kurhauses wurde auch die Grünanlage durch P. Eichling erneut umgestaltet. Den Mittelpunkt des seit 1884 abgeschlossenen Kurparks bildeten eine Wasserfontäne und ein Musikpavillon.
Trotz der enormen Anstrengungen konnte Burtscheid dem Aachener Kurleben nur bedingt Konkurrenz machen. Ein Grund war die unmittelbare Nachbarschaft zwischen Kuranlagen und Textilfabriken im engen Burtscheider Tal. So grenzte beispielsweise die von Halfern’sche Tuchmanufaktur unmittelbar an den Kurgarten.
Während des Ersten Weltkrieges wurde der große Ballsaal als Lazarett eingerichtet. Nach dem Ersten Weltkrieg erfolgte die Beschlagnahmung des Kurhauses durch die belgischen Besatzungstruppen, die aufgrund der Bestimmungen des Versailler Vertrages in Aachen bis zum 30. November 1929 stationiert waren. Bereits am 8. April 1920 wurde in den Sälen des Burtscheider Kurhauses die Aachener Produkten- und Warenbörse eröffnet, die zur Belebung der Wirtschaft in den besetzten Gebieten beitragen sollte. Der Kurbetrieb kam in den 1920er Jahren fast vollständig zum Erliegen – auch der Park wurde nur noch gelegentlich zu kulturellen Veranstaltungen genutzt.
Im Zweiten Weltkrieg wurde das Kurzentrum von Burtscheid insbesondere durch den Fliegerangriff vom 11. April 1944 fast vollständig zerstört.

### Nachkriegsentwicklung

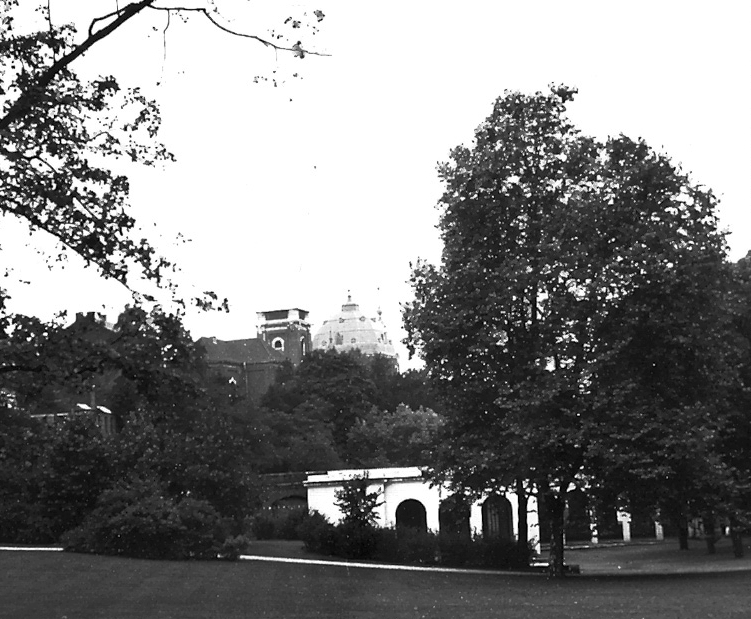
Burtscheider Kurpark, Zustand 1956

Alle ausgebrannten Bäderhotels auf der Dammstraße – mit Ausnahme des Neubades – wurden nach dem Krieg nicht wieder aufgebaut. Auch das Kurhaus mit der Wandelhalle war schwer beschädigt worden. In den 1950er Jahren wurde zunächst das Kurhaus bis auf die Eingangshalle und Teile des Ark’schen Wandelhalle abgerissen. Am 1. Juni 1952 konnte der provisorisch hergerichtete Kurpark wieder der Öffentlichkeit zugänglich gemacht werden. Am 5. Juli 1955 fand das erste Kurkonzert nach dem Krieg statt. Zwei Jahre später wurde ein neuer Musikpavillon eingeweiht, der bereits 1964 wieder abgerissen wurde. Am 17. August 1955 wurde auch der neue thermalwasserführende Victoria-Brunnen wiedereröffnet. Im Jahr 1961 erfolgte die Neufassung der Rosenquelle, die sich heute in einem technischen Betriebsraum unterhalb der Rasenfläche befindet und den Quellwasserspiegel im Bereich der Dammstraße auf einem für die umliegende Bausubstanz unbedenklichem Niveau hält.
Eine grundlegende Neukonzeption zur Gestaltung der gesamten Burtscheider Kuranlagen wurde am 26. Oktober 1961 beschlossen. Die Neugestaltung setzte den Abriss der Wandelhalle, der Reste des Kurhauses und des Musikpavillons voraus, um den Bauplatz für die Kurparkterrassen zu schaffen. Gleichzeitig mit dem Bau der Kurparkterrassen wurde der Burtscheider Kurpark erneut grundlegend umgestaltet und die Grundstücke der ehemaligen Badehotels Rosenbad, Karlsbad, Michaelsbad und Krebsbad in die Anlagenplanung einbezogen. Darüber hinaus konnte der Park im Nordwesten vom Abriss der ehemaligen Tuchfabrik im Jahr 1960 flächenmäßig profitieren.
Im Mai 1962 konnten die neugestalteten Grünanlagen an der Dammstraße der Öffentlichkeit zur Nutzung übergeben werden. Dazu gehörten die neuen Treppen- und Maueranlagen, in die vereinzelt historische Blaustein-Wappen früherer Äbtissinnen ebenso integriert wurden, wie das Epitaph von Adolphus Georgius Franciscus Wilh. De Colyn († 21. Mai 1753) und seiner Gattin Maria Sophia Alexandrina Wilhelmina Ab Herssel († 14. Juni 1752). Eine Bronzeplastik Die Sitzende von Heide Dobberkau, finanziert mit Hilfe der Aachener-Bank-Stiftung wurde im Juli 1962 in der Nähe der ehemaligen Michaelsquelle aufgestellt.

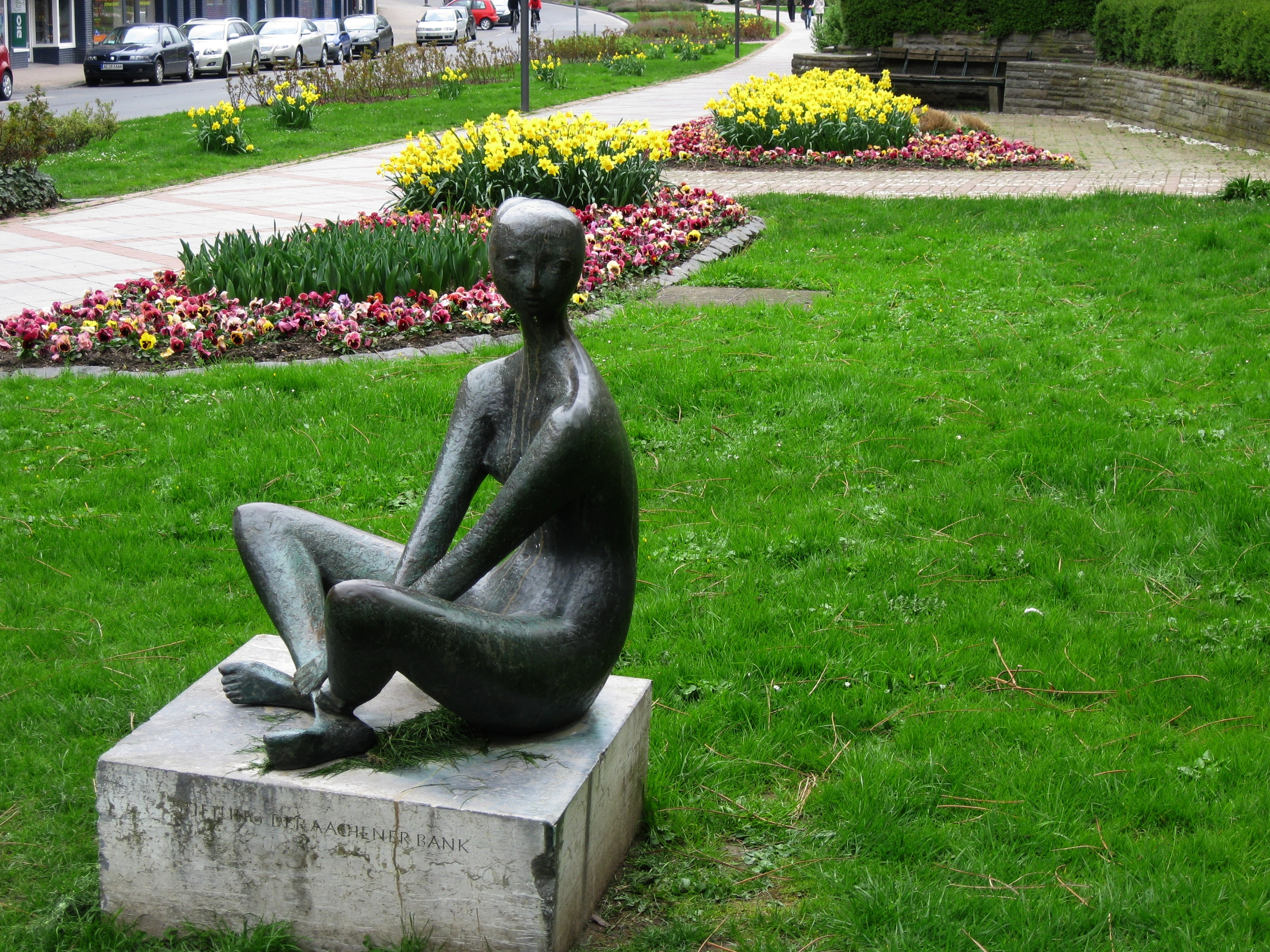
Die Sitzende von Heide Dobberkau

Als einziges Zeugnis des früheren Kur- und Badewesens in der Dammstraße konnte im Süden der Kuranlagen das ehemalige Neubad, das auch als Burtscheider Rathaus gedient hat, auf Initiative des Aachener Stadtkonservators Hans Königs erhalten und durch den Architekten Leo Hugot restauriert im Juli 1963 als städtisches Kur- und Werbeamt wiedereröffnet werden.
Im Zentrum des Burtscheider Kurparks wurden am 8. Juni 1965 die Kurparkterrassen eingeweiht. Die Baukosten für das vom Hochbauamt der Stadt Aachen entworfene Projekt betrugen 750.000 DM. In dem modernen Saalbau sind Räume für Gastronomie und kulturelle Veranstaltungen untergebracht. Vor dem Anbau des rückwärtigen Saalbaus im Jahr 1985 war hier auch noch eine Trink- und Wandelhalle integriert. Vor dem Gebäude befindet sich der Burtscheider Kurbrunnen, der ganzjährig in Betrieb ist, weil er mit Thermalwasser der Rosenquelle gespeist wird.
Die Kuranlagen wurden schließlich 1969 am nordöstlichen Rand durch den Bau eines Kinderspielplatzes ergänzt. Im Kurpark befinden sich heute einige alte, geschützte Bäume, unter anderem eine Eibe und ein Ginkgo von 1823.

## Translozierungen

### Gartenhaus Nuellens

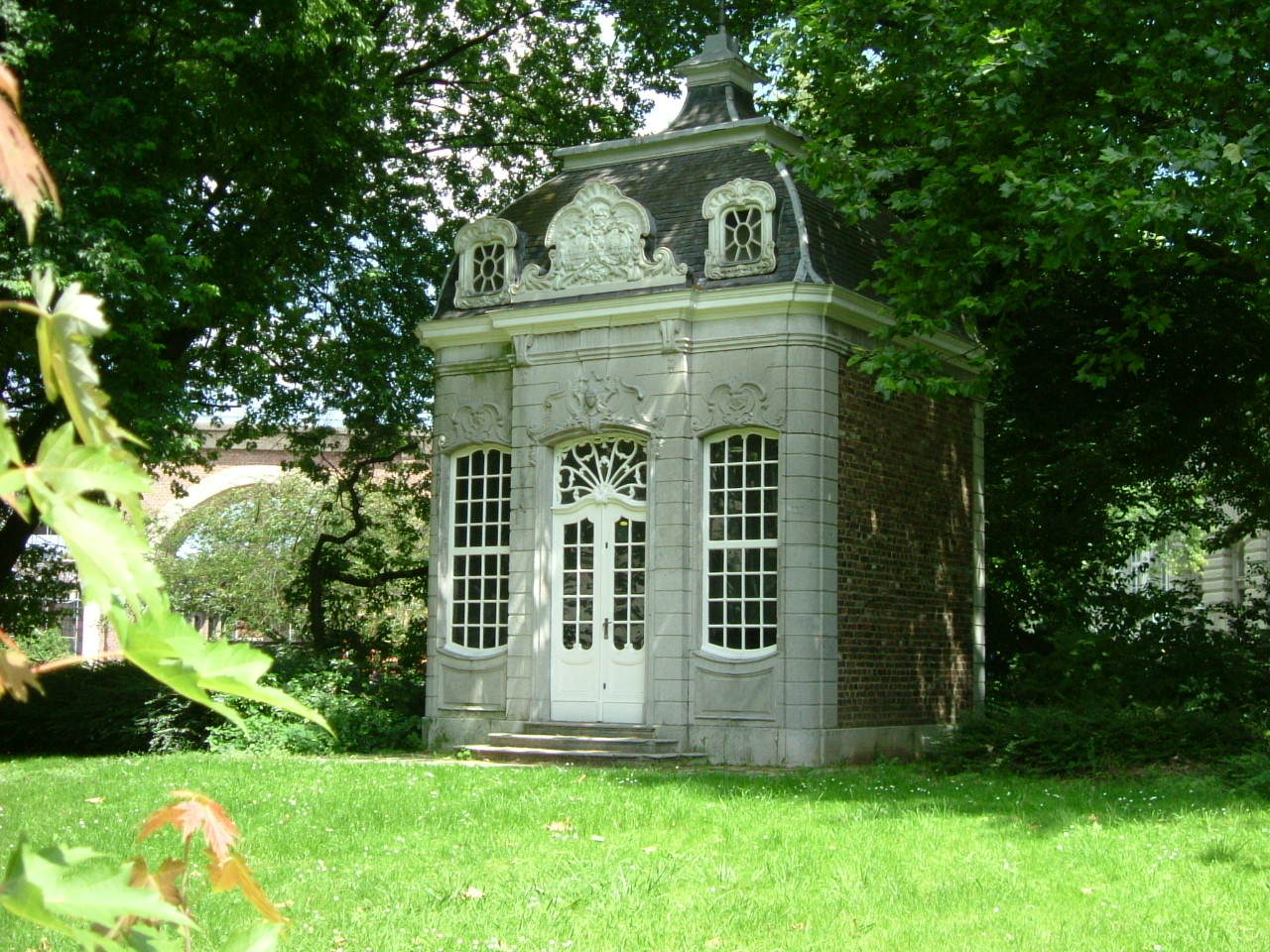
Nuellens-Pavillon im Burtscheider Kurpark
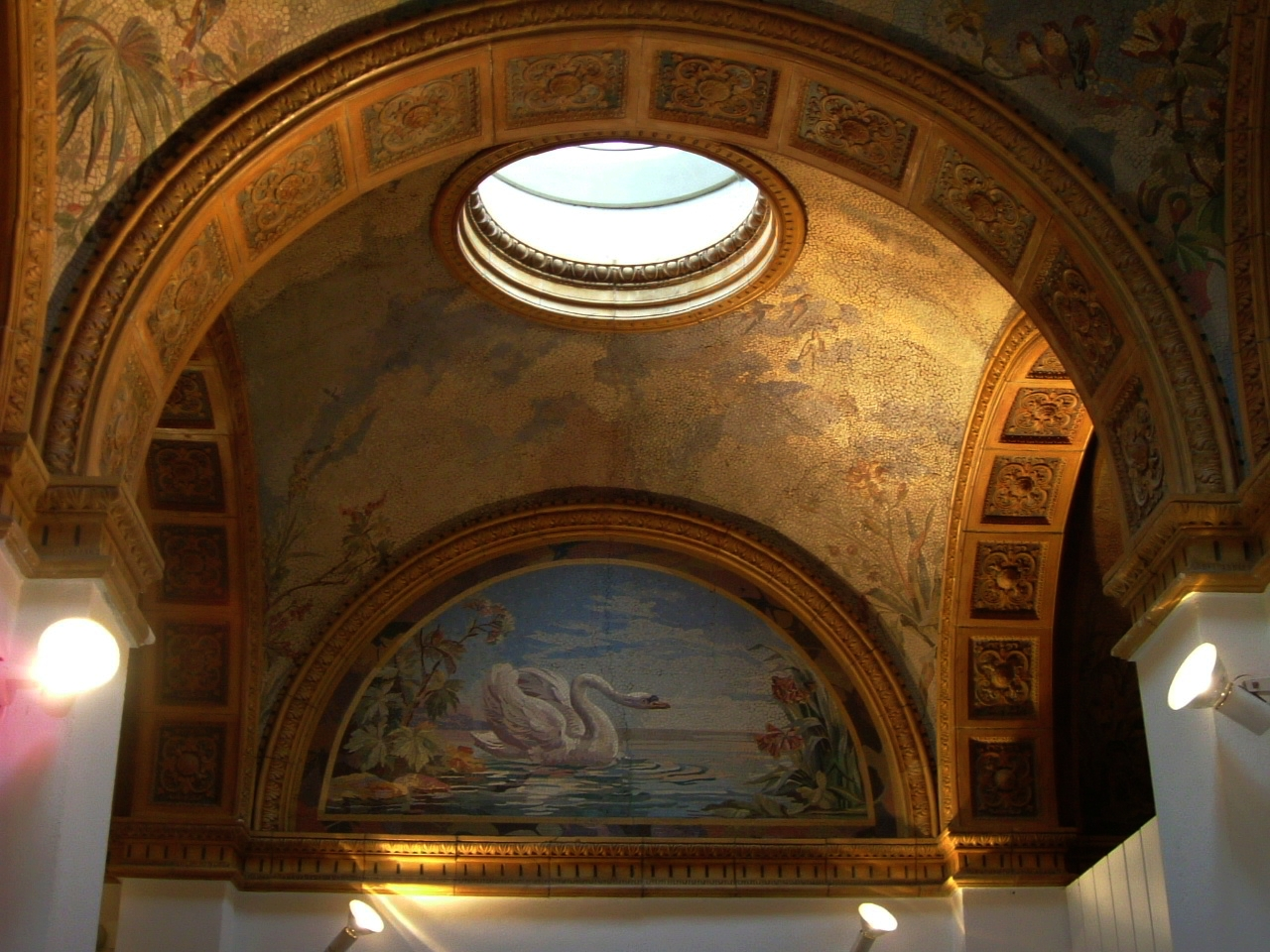
Mosaikkuppel des Fürstenbades

Um eine Aufwertung des Burtscheider Kurparks zu erzielen, wurde zunächst im März 1961 das von Johann Joseph Couven 1740 errichtete Gartenhaus Nuellens in die Nordostecke des Kurparks versetzt. Ursprünglich war das Gebäude für den Tuchmacher Johann Heupgen im Garten des Grundstückes Friedrich-Wilhelm-Platz 6 errichtet worden. In den Jahren 1840 bis 1927 wurde es als Gartenpavillon des Hotels Nuellens genutzt. Nach der Schließung des Hotels konnte es 1927 in den Garten des Hauses Fey, am Seilgraben 34 versetzt werden. Nach dessen Zerstörung am 14. Juli 1943 wurde der Gartenpavillon zunächst konserviert und dann in den Burtscheider Kurpark versetzt.

### Fürstenbad
In die Kurparkterrassen integriert, befindet sich die einzige noch erhaltene Prunkbadezelle aus dem 19. Jahrhundert. Das Fürstenbad bildete das Kernstück des 1862 bis 1865 von Friedrich Joseph Ark am Büchel erbauten spätklassizistischen Badehotels Kaiserbad. 1963 wurden die beiden Mosaikkuppeln auf Initiative von Hans Königs aus dem zerstörten Kaiserbad ausgebaut und dann später in den Neubau der Kurparkterrassen integriert. Vom Fürstenbad sind heute nur noch die Kuppeln mit den Mosaiken original, die Marmorverkleidungen und Fußbodenbeläge wurden erneuert, Geländer, Armaturen und Holzeinbauten fehlen. 2003 wurde das Fürstenbad in das Denkmalverzeichnis der Stadt Aachen aufgenommen.

### Epitaph

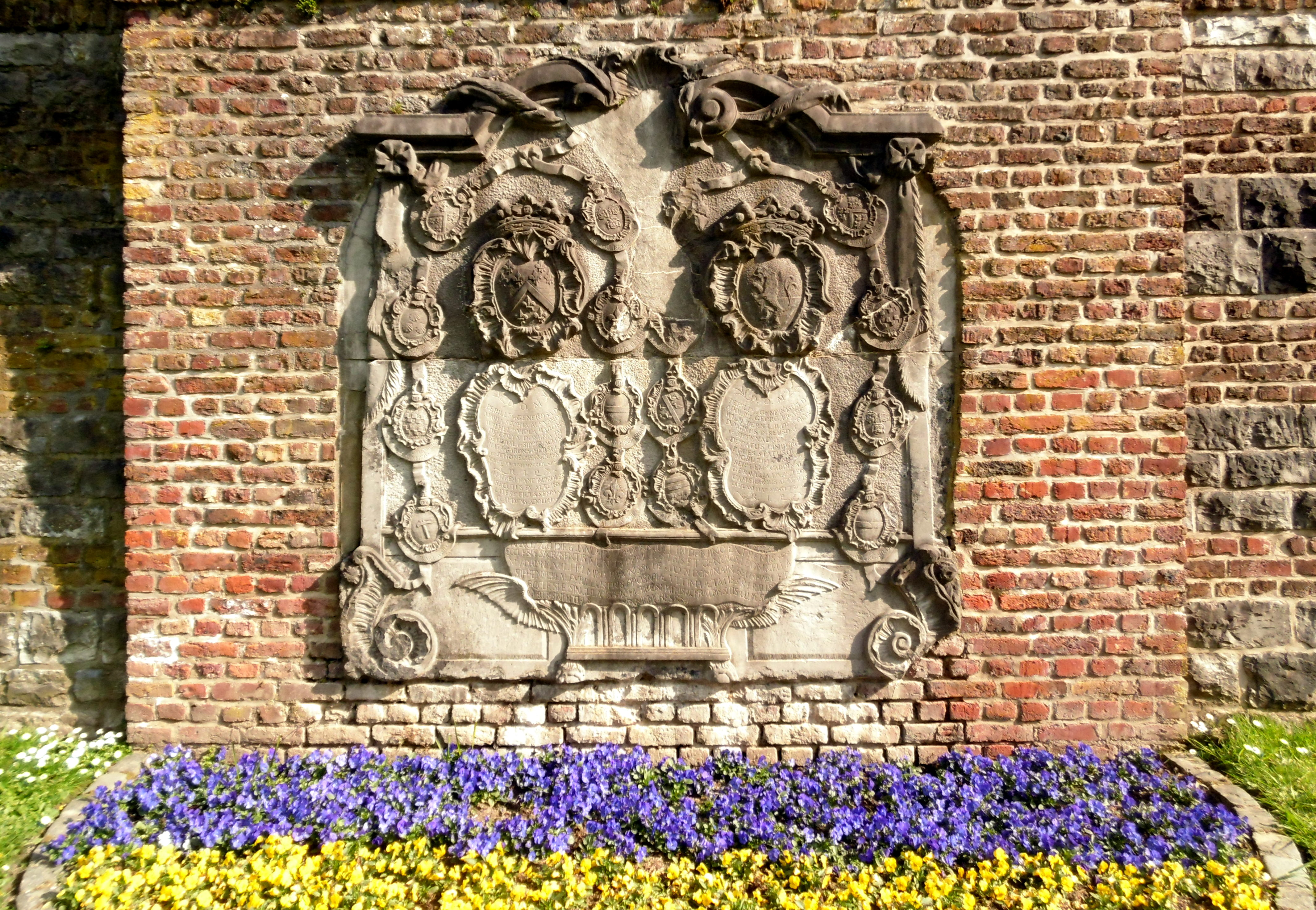
Epitaph Colyn/Herssel

Nach dem Abbruch im Jahr 1887 der im Jahr 1673 erbauten St. Stephanskapelle im ehemaligen Beginenkloster Stephanshof in der Aachener Hartmannstraße wurde das große reich verzierte Epitaph der Familie Colyn/Herssel gerettet und in den Mauertrakt des Kurparks unterhalb der Abtei Burtscheid eingelassen. Über einem breiten Stein im Sockelbereich mit der Inschrift: „Anno 1760 die 6. Jan. obdormivit in Domino extremis ecclesiae sacramentis munitaperillustris et generosadomicella M. Adriana Wilh. Baronissa de Colyn dna Beusdael et Sippenacken,perillustris prosapiae ultima , Aetatis 58. Hujus ecclesiae singularis benefactricis, matris ac fratris sitisquaeso vestris in precibus memores.“ befinden sich paarig zunächst die Inschriftenmedaillons und darüber die Wappenmedaillons der Eheleute, die ihrerseits von kleineren Wappenmedaillons mit den Namen der verschiedenen Verwandten umgeben sind. Das Medaillon der Ehefrau trägt die Inschrift: „D.O.M. Perillustris ac generosa dna M. Sophia Alexand., Wilhelm, vidua Baronissa de Colyn dua in Beusdal et Sippenacken, nata Baronissa de Hersel, de Schonecke et Vochem etc. obiit die 14. Jun. 1752, Aetatis 85. R.I.P.“ und das der Ehemannes die Inschrift: „D.O.M. Perillustris ac generosus dnus Adolphus Georg. Franc. Wilh. Bern. L. B. de Colyn in Beusdal et Sippenacken etc. Ducatus Limburgensis Eques, statusque nobilium commrius ac Sermi et Emmi Cardinalis de Bavaria Epi et Ppis Leod. camerarius actualis, obiit 21. maji 1753, Aet. 53. R.I.P.“

## Gegenwärtige und zukünftige Planungen

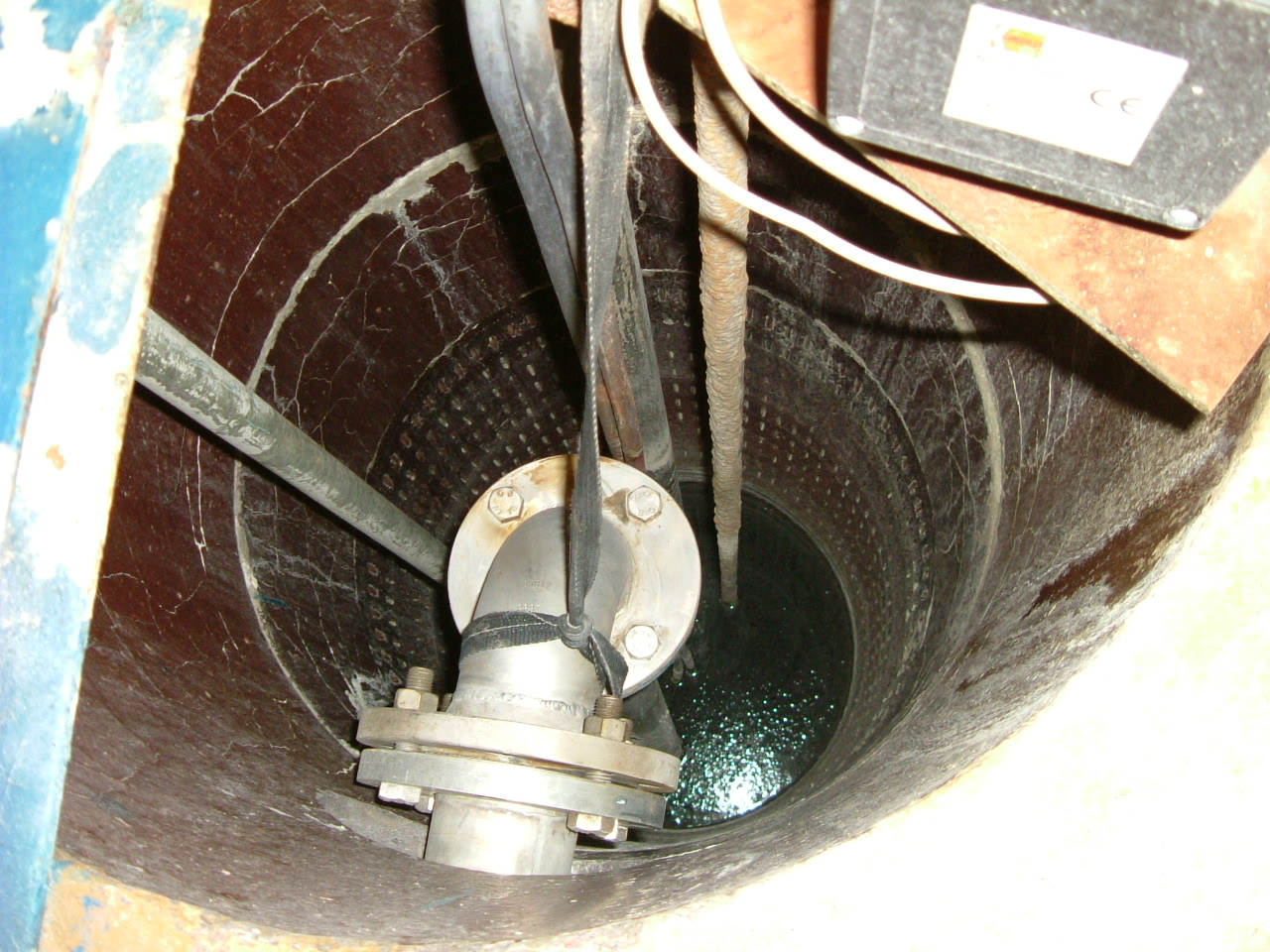
Neue Fassung der Rosenquelle
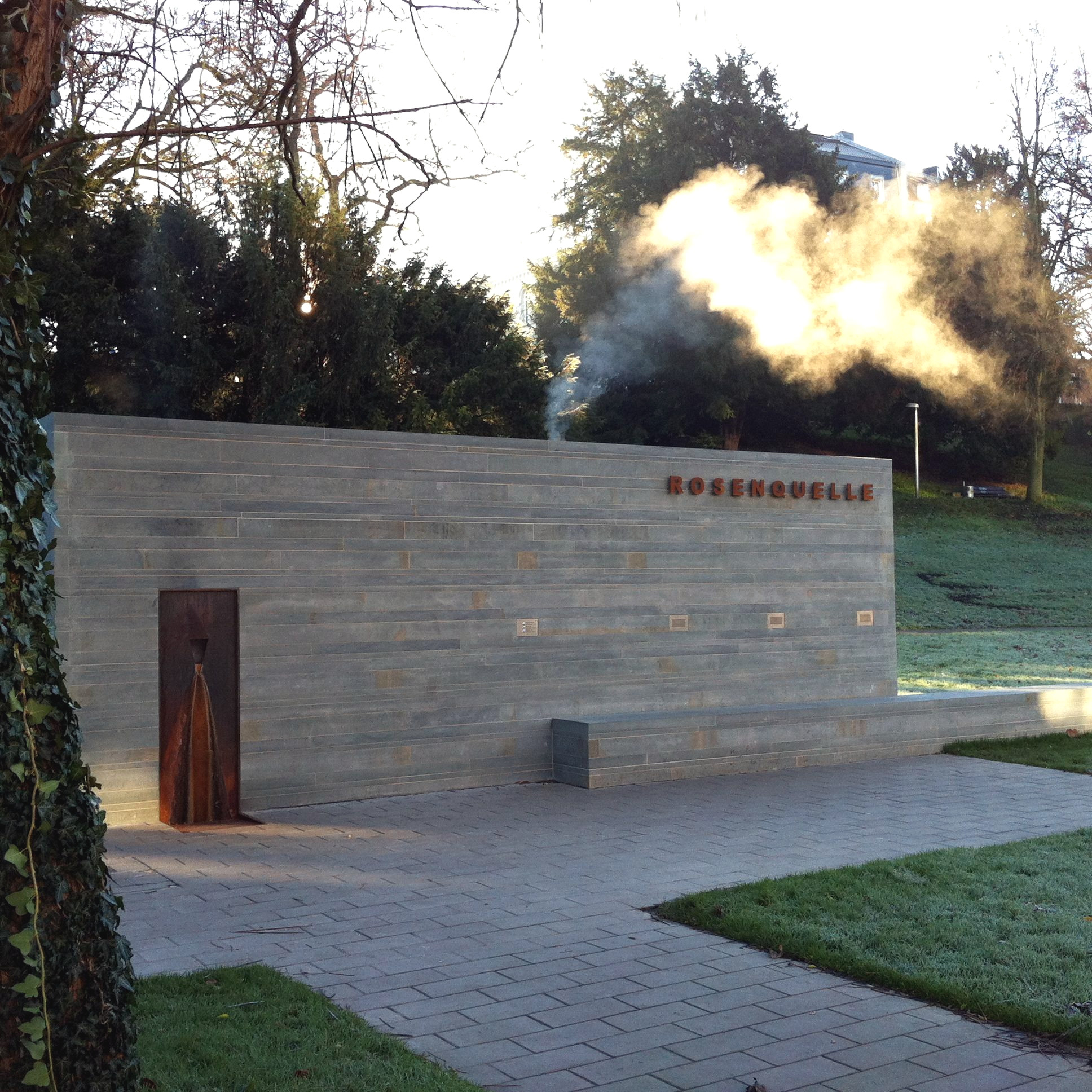
Quellhaus der Rosenquelle Burtscheid, erbaut 2013

Derzeit werden Überlegungen angestellt, ob man in die zukünftige Ausgestaltung des Kurparks eine Offenlegung eines kurzen Gewässerstücks einbeziehen kann. 2013 wurde – durch eine Spende ermöglicht – ein neues Quellhaus der Rosenquelle errichtet. Hier kann man das Thermalwasser erleben und an einer Medienstation Informationen über die Burtscheider Thermalquellen erhalten.

## Verschiedenes
Zur Gewährleistung der öffentlichen Sicherheit im Kurpark wurde am 15. Juli 1857 eine Promenadenwächterstelle geschaffen. Neben dem Lohn von 144 Reichsthalern hatte er auch das Anrecht auf Uniformvergütung zugesprochen bekommen. Die Burtscheider Chronik berichtet auch von tragischen Ereignissen im Kurpark. So erschoss sich am 18. April 1874 der Kurgast aus dem Carlsbad Carl Wolframm im Kurgarten.